# The Expanse (serie di romanzi)
The Expanse, nota anche con il titolo La distesa, è una serie di romanzi, racconti e storie fantascientifiche scritti da James S. A. Corey, l'autore fittizio creato da Daniel Abraham e Ty Franck. Il primo romanzo, Leviathan - Il risveglio (Leviathan Wakes), è stato candidato nel 2012 al Premio Hugo e al Premio Nebula. Nel 2017 la serie è stata candidata al Premio Hugo per la migliore serie.
Dal 2015 al 2022 è stata prodotta una serie televisiva omonima, trasmessa prima su Syfy e, in seguito all'acquisizione dei diritti, su Prime Video.

## Storia editoriale

### Romanzi
- (EN) Leviathan Wakes, Orbit Books, 15 giugno 2011, ISBN 978-0-316-12908-4, OCLC 668192559.
  -  Leviathan - Il risveglio, traduzione di Stefano Andrea Cresti, Fanucci Editore, 2015, ISBN 978-88-347-2884-0, OCLC 935674463.
- (EN) Caliban's War, Orbit Books, ISBN 978-1-84149-990-1, OCLC 778327398.
  -  Caliban - La guerra, Fanucci Editore, 2015, ISBN 978-88-347-2908-3, OCLC 982269405.
- (EN) Abaddon's Gate, Orbit Books, 2013, ISBN 978-0-316-12907-7, OCLC 819105041.
  -  Abaddon's Gate - La fuga, Fanucci Editore, 2016, ISBN 978-88-347-3078-2, OCLC 982266282.
- (EN) Cibola Burn, Orbit Books, 2014, ISBN 978-0-316-21762-0, OCLC 864676624.
  -  Cibola Burn - La cura, Fanucci Editore, 2016, ISBN 978-88-347-3098-0, OCLC 982260797.
- (EN) Nemesis Games, Orbit Books, 2015, ISBN 978-0-316-21758-3, OCLC 904715617.
  -  Nemesis Games - L'esodo, Fanucci Editore, 2016, ISBN 978-88-347-3244-1, OCLC 982254863.
- (EN) Babylon's Ashes, Orbit Books, 2016, ISBN 978-0-316-33474-7, OCLC 953205848.
  -  Babylon's Ashes - Il destino, Fanucci Editore, 2017, ISBN 978-88-347-3342-4, OCLC 1020160332.
- (EN) Persepolis Rising, Orbit Books, 2017, ISBN 978-0-316-33283-5, OCLC 975485714.
  -  Persepolis Rising - La rinascita, Fanucci Editore, 2018, ISBN 978-88-347-3469-8, OCLC 1090188096.
- (EN) Tiamat's Wrath, Orbit Books, 2019, ISBN 978-0-316-33287-3, OCLC 1073033224.
  -  Tiamat's Wrath - L'ira di Tiamat, Fanucci Editore, 2019, ISBN 978-88-347-3887-0.
- (EN) Leviathan Falls, Orbit Books, 2021[4], ISBN 978-0-356-51039-2, OCLC 1193998626.
  -  Leviathan Falls - Scontro finale, Fanucci Editore, 2022, ISBN 978-88-347-4273-0.
  -  Memory's Legion - Tutti i racconti, Fanucci Editore, 2022, ISBN 978-88-347-4305-8.

### Romanzi brevi e racconti
Gli autori hanno anche scritto alcuni racconti e romanzi brevi che integrano le vicende dei romanzi; in Italia sono stati raccolti nel volume Memory's Legion, edito nel 2022 da Fanucci Editore.
| Titolo in italiano                      | Titolo originale                | Collocazione                            | Pagine | Pubblicazione     | ISBN                   |
| --------------------------------------- | ------------------------------- | --------------------------------------- | ------ | ----------------- | ---------------------- |
| Unità Epstein                           | Drive                           | Prima di Leviathan Wakes                | 7      | 27 novembre 2012  | ISBN 978-1-7810-8056-6 |
| Il macellaio della stazione di Anderson | The Butcher of Anderson Station | Prima di Leviathan Wakes                | 40     | 17 ottobre 2011   | ISBN 978-0-3162-0407-1 |
| Gli dei del rischio                     | Gods of Risk                    | Fra Caliban's War e Abaddon's Gate      | 75     | 15 settembre 2012 | ISBN 978-0-3162-1765-1 |
| La zangola                              | The Chur                        | Prima di Leviathan Wakes                | 75     | 29 aprile 2014    | ISBN 978-0-3162-1766-8 |
| L'abisso vitale                         | The Vital Abyss                 | Fra Abaddon's Gate e Cibola Burn        | 74     | 15 ottobre 2015   | ISBN 978-0-3162-1756-9 |
| Strani cani                             | Strange Dogs                    | Fra Babylon's Ashes e Persepolis Rising | 64     | 18 luglio 2017    | ISBN 978-0-3162-1757-6 |
| Auberon                                 | Auberon                         | Fra Persepolis Rising e Tiamat's Wrath  | 78     | 12 novembre 2019  | ISBN 978-0-3565-0432-2 |
| Le colpe dei padri                      | The Sins of Our Fathers         | dopo Leviathan Falls                    |        | 15 marzo 2022     |                        |

## Ambientazione
The Expanse è ambientata in un futuro in cui l'umanità ha colonizzato buona parte del Sistema solare, ed in particolare la Fascia principale, ma non possiede i mezzi per viaggiare verso altri sistemi.
La Terra, governata dalle Nazioni Unite, e Marte, governato dalla Repubblica Congressuale Marziana, si comportano come superpotenze in competizione, mantenendo un'alleanza militare non facile per continuare ad esercitare una doppia egemonia sugli abitanti della fascia principale, noti come "Cinturiani."
I Cinturiani, il cui corpo è allungato e esile a causa della crescita in un ambiente a bassa gravità, sono i lavoratori che forniscono l'intero sistema delle risorse naturali necessarie, ma sono ampiamente marginalizzati dal resto del Sistema solare.
L'Alleanza dei Pianeti Esterni (APE, in originale The Outer Planets Alliance, OPA), una rete di gruppi organizzati, cerca di combattere lo sfruttamento della Fascia da parte degli "Interni"; gli interni, da parte loro, hanno additato l'APE come un'organizzazione terroristica.
Le forze militari terrestri costituiscono la Marina delle Nazioni Unite (UNN) che si contrappone alla Marina Marziana (MCRN) del pianeta rosso.

### Personaggi
- Equipaggio della Rocinante:
  - James "Jim" R. Holden, originario della Terra, capitano della Roci (Rocinante) ed ex-vicecapitano della Canterbury;
  - Naomi Nagata, cinturiana, ingegnere e vice-capitano della Roci, compagna di Holden;
  - Amos (Timothy) Burton, terrestre, l'ingegnere capo della Roci;
  - Alex Kamal, marziano, pilota della Roci;
  - Roberta "Bobbie" W. Draper, marziana, sergente della MCRN ed esperta di armi;
  - Clarissa "Claire" Melpomene Mao alias Melba Alzbeta Koh alias Peaches (zuccherino nella traduzione italiana), figlia di Jules-Pierre Mao, magnate di Mao-Kwikowski Mercantile della Luna, come Melba è un tecnico elettrochimico autorizzato, dopo aver formato un legame con lei Amos le dà il soprannome Peaches.
- Cinturiani:
  - Josephus "Joe" Aloisus Miller, cinturiano, ha lavorato come detective per la società di sicurezza Star Helix Security sulla Stazione Cerere;
  - Juliette "Julie" Andromeda Mao, figlia più anziana del plutocrate terrestre Jules-Pierre Mao, sorella di Claire;
  - Frederick "Fred" Lucius Johnson, un ex-membro della Marina delle Nazioni Unite, soprannominato Macellaio di Anderson Station, ora è il leader dell'APE;
  - Dr. Praxidike "Prax" Meng, il botanico principale del progetto della RMD-Southern soy farm su Ganimede e padre di Mei Meng;
  - Carlos "Bull" de Baca, membro dell'APE che funge da capo di sicurezza a bordo del Behemoth;
  - Basia "Baz" Merton, un saldatore di Ganimede;
  - Rev. Dr. Annushka "Anna" Volovodov, pastora metodista a St. John's United su Europa;
  - Manéo "Néo" Jung-Espinoza, giovane cinturiano di Cerere;
  - Filip Inaros, un adolescente dell'APE, figlio di Naomi Nagata e del suo precedente compagno.
- Marina Marziana:
  - Sauveterre, il capitano del Barkeith della MCRN.
- Terrestri:
  - Dimitri Havelock, un appaltatore di sicurezza ed ex-partner di Joe Miller;
  - Chrisjen Avasarala, Sottosegretario Assistente delle Nazioni Unite dell'amministrazione esecutiva, successivamente Segretario Generale delle Nazioni Unite;
  - Dr. Elvi Okoye, biologa della Terra.

## Ispirazione
Ty Franck iniziò lo sviluppo di The Expanse come idea per un videogioco MMORPG che, dopo molti anni, diventò l'idea per un gioco da tavolo. Abraham, che aveva già scritto diversi libri, comprendendo la profondità del lavoro di Franck gli propose di scrivere una serie di romanzi assieme.

## Struttura narrativa
Nel primo romanzo della serie, Leviathan - Il risveglio, ci sono due punti di vista (Point of View in originale, abbreviato P.O.V.) principali nel romanzo (e altri due nel prologo e nell'epilogo), mentre negli altri romanzi i punti di vista diventano quattro. Nel sesto libro della saga, Babylon's Ashes, il numero dei personaggi seguiti sale a quindici, ma con alcuni personaggi che raccontano il proprio punto di vista in pochi capitoli.
| Personaggi P.O.V.      | Personaggi P.O.V.                 |
| Nome                   | Libri in cui appaiono come P.O.V. |
| ---------------------- | --------------------------------- |
| Jim Holden             | 1, 2, 3, 4, 5, 6, 7, 8            |
| Josephus Miller        | 1                                 |
| Julie Mao              | 1 (prologo)                       |
| Fred Johnson           | 1 (epilogo), 6                    |
| Bobbie Draper          | 2, 4 (prologo), 6, 7, 8           |
| Chrisjen Avasarala     | 2, 4 (epilogo), 6, 7              |
| Praxidike Meng         | 2, 6                              |
| Mei Meng               | 2 (prologo)                       |
| Clarissa Melpomene Mao | 3, 6, 7                           |
| Annushka Volovodov     | 3, 6 (epilogo)                    |
| Carlos de Baca         | 3                                 |
| Melba Alzbeta Koh      | 3                                 |
| Manéo Jung-Espinoza    | 3 (prologo)                       |
| Dimitri Havelock       | 4                                 |
| Basia Merton           | 4                                 |
| Elvi Okoye             | 4, 8                              |
| L'investigatore        | 4 (interludi)                     |
| Amos Burton            | 5, 6, 7, 8 (timoty)               |
| Alex Kamal             | 5, 6, 7, 8                        |
| Naomi Nagata           | 5, 6, 7, 8                        |
| Filip Inaros           | 5 (prologo), 6                    |
| Sauveterre             | 5 (epilogo)                       |
| Marco Inaros           | 6                                 |
| Michio Pa              | 6                                 |
| Salis                  | 6                                 |
| Jakulski               | 6                                 |
| Vandercaust            | 6                                 |
| Roberts                | 6                                 |
| Namono                 | 6 (prologo)                       |
| Paolo Cortazár         | 7 (prologo)                       |
| Santiago Jilie Singh   | 7                                 |
| Camina Drummer         | 7                                 |
| Winston Duarte         | 7 (epilogo)                       |
| Teresa Duarte          | 8                                 |

### Processo creativo
Nella stesura dei romanzi, Franck scrive tutti i capitoli con il punto narrativo di Holden, Bobbie e Anna, mentre Abraham scrive quelli di Miller, Melba, Avasarala, Bull e Prax.